# Wickersheim-Wilshausen
Wickersheim-Wilshausen ist eine französische Gemeinde mit 388 Einwohnern (Stand 1. Januar 2021) im Département Bas-Rhin in der Europäischen Gebietskörperschaft Elsass und in der Region Grand Est. Wickersheim-Wilshausen ist eine Vereinigte Gemeinde nach dem Prinzip der sogenannten Communes associées. Sie ist Mitglied der Communauté de communes du Pays de la Zorn.

## Geschichte
Die Gemeinde Wickersheim-Wilshausen besteht in ihrer heutigen Form seit dem 1. Januar 1973. Sie entstand aus der Fusion der Gemeinden Wickersheim und Wilshausen.

## Ortsbild
Die Liegenschaften des Dorfkerns liegen größtenteils an der Rue principale, der Hauptstraße. Nebenan verläuft der Allmendgraben, ein kanalisierter Bach. Außerorts liegt vor allem Ackerland.

## Einwohnerentwicklung
| Jahr      | 1962 | 1968 | 1975 | 1982 | 1990 | 1999 | 2006 | 2015 |
| Einwohner | 384  | 389  | 378  | 394  | 429  | 433  | 433  | 418  |

## Persönlichkeiten
- Adolf Hamm  (* 1882 in Wickersheim; † 1938 in Basel), Organist